# Ana Muniz
Ana Carolina de Castro Muniz (Campo Grande, 14 de março de 1984) é uma nadadora brasileira.

## Trajetória esportiva
Ana participou dos Jogos Pan-Americanos de 1999 em Winnipeg, onde ganhou uma medalha de bronze no revezamento 4x200 metros livre, junto com Monique Ferreira, Tatiana Lemos e Nayara Ribeiro. Também terminou em quinto lugar nos 400 metros livre, e sexto lugar nos 200 metros livre e nos 800 metros livre.
Em novembro de 1999, Ana Muniz bateu o recorde sul-americano em piscina curta dos 200 metros livre, com o tempo de 2m01s09.
Em dezembro de 1999, bateu o recorde sul-americano dos 800 metros livre, com o tempo de 8m48s53.
Em 1999, ela também era recordista sul-americana dos 400 metros livre, com o tempo de 4m16s32.
Participou do Campeonato Mundial de Natação em Piscina Curta de 2000 em Atenas, onde terminou em nono lugar nos 4x200 metros livre, quebrando o recorde sul-americano com um tempo de 8m18s87, junto com Monique Ferreira, Tatiana Lemos e Paula Baracho. Também terminou em 19º lugar nos 400 metros livre, e 23º nos 200 metros livre.
Nos Jogos Sul-Americanos de 2002 em Belém, ganhou a medalha de ouro nos 200 metros livre, a medalha de prata nos 400 metros livre]] e a medalha de bronze nos 800 metros livre.
No Campeonato Mundial de Esportes Aquáticos de 2003, realizado em Barcelona, Ana Muniz ficou em 12º lugar nos 4x200 metros livre.
Participou dos Jogos Pan-Americanos de 2003 em Santo Domingo, e ganhou a medalha de prata nos 4x200 metros livre, quebrando o recorde sul-americano com o tempo de 8m10s54, junto com Monique Ferreira, Mariana Brochado e Paula Baracho. Também terminou em sexto lugar nos 800 metros livre.